# C.L.L Crystal Lover Light
C.L.L Crystal Lover Light (dt. Kristall-Liebhaber Licht; Eigenschreibweise: C.L.L~Crystal Lover Light) ist das erste Studioalbum der japanischen Sängerin Crystal Kay. Das Album wurde am 23. März 2000 in Japan veröffentlicht und debütierte in der ersten Woche auf Platz 60 in den Oricon-Charts in Japan.

## Details zum Album
Das Album C.L.L Crystal Lover Light ist, in Sachen Alben, das Debütalbum von Kay. Ihr vollständiges Debüt fand allerdings mit Eternal Memories im Jahre 1999 statt. Außerdem war sie 14 Jahre alt, als sie das Album veröffentlichte und die Richtung der Lieder gingen mehr in das Blues-Genre. Um für das Album zu werben, veröffentlichte man am selben Tag die Single Shadows of Desire, welche allerdings erfolglos blieb.
- Katalognummer: ESCB-2042[3]

## Titelliste
| #   | Titel | Übersetzung                                            | Länge |
| --- | --- | ------------------------------------------------------ | ----- |
| 1.  | Interlude P.P.P.                                                                                           | Zwischenspiel P.P.P.                                   | 1:10  |
| 2.  | Eternal Memories                                                                                           | Ewige Erinnerungen                                     | 5:08  |
| 3.  | Komichi no Hana (こみちの花)                                                                               | Blume der Spur                                         | 4:01  |
| 4.  | More Lovin'                                                                                                | Mehr lieben                                            | 4:12  |
| 5.  | Teenage Universe: Chewing Gum Baby                                                                         | Teenager-Universum: Kaugummi Baby                      | 4:01  |
| 6.  | Let's Suika Dorobo (レッツすいかどろぼう)                                                                  | Lasst uns die Wassermelone klauen                      | 5:06  |
| 7.  | Taka Taka Taka (タカ・タカ・タカ)                                                                          | Taka Taka Taka                                         | 3:42  |
| 8.  | Darling P.P.P. (ダーリン P.P.P.)                                                                           | Liebling P.P.P.                                        | 4:02  |
| 9.  | Today Friend the Decoration Cake Kau Kau Go (トゥデー・フレンド・ザ・デコレーション・ケーキ・かうかう・Go) | Heute ist der Freund die Kuchen-Dekoration kau kau los | 2:50  |
| 10. | Tsunerai Guitar (つれないギター)                                                                           | Kaltherzige Gitarre                                    | 1:80  |
| 11. | Papa Donpi (パパどんピ)                                                                                    | Papa Donpi                                             | 4:36  |
| 12. | Rainy Blue Day                                                                                             | Regnerischer blauer Tag                                | 4:15  |
| 13. | C'mon Babe                                                                                                 | Komm her Baby                                          | 3:51  |
| 14. | Shadows of Desire                                                                                          | Schatten der Begierde                                  | 3:55  |

## Charts und Verkaufszahlen
| Charts              | Erste Woche | Insgesamt | Oricon-Charts           | Charts-Aufenthalt |
| ------------------- | ----------- | --------- | ----------------------- | ----------------- |
| Oricon Album-Charts |             | 19.930    | 60 (wöchentlicher Rang) | Vier Wochen       |